# هرمان شاپیرا

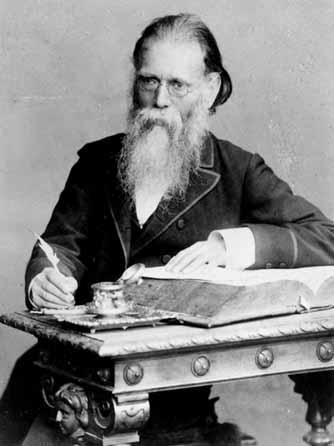
هرمان شاپیرا - صهیونیست روسی‌تبار

هرمان شاپیرا (به آلمانی: Hermann Schapira)(زاده ۴ اوت ۱۸۴۰- درگذشته ۸ می ۱۸۹۸ در کلن) ریاضیدان صهیونیست اهل روسیه و از نظریه پردازان نخستین صهیونیسم بود.

## زندگی و کارنامه

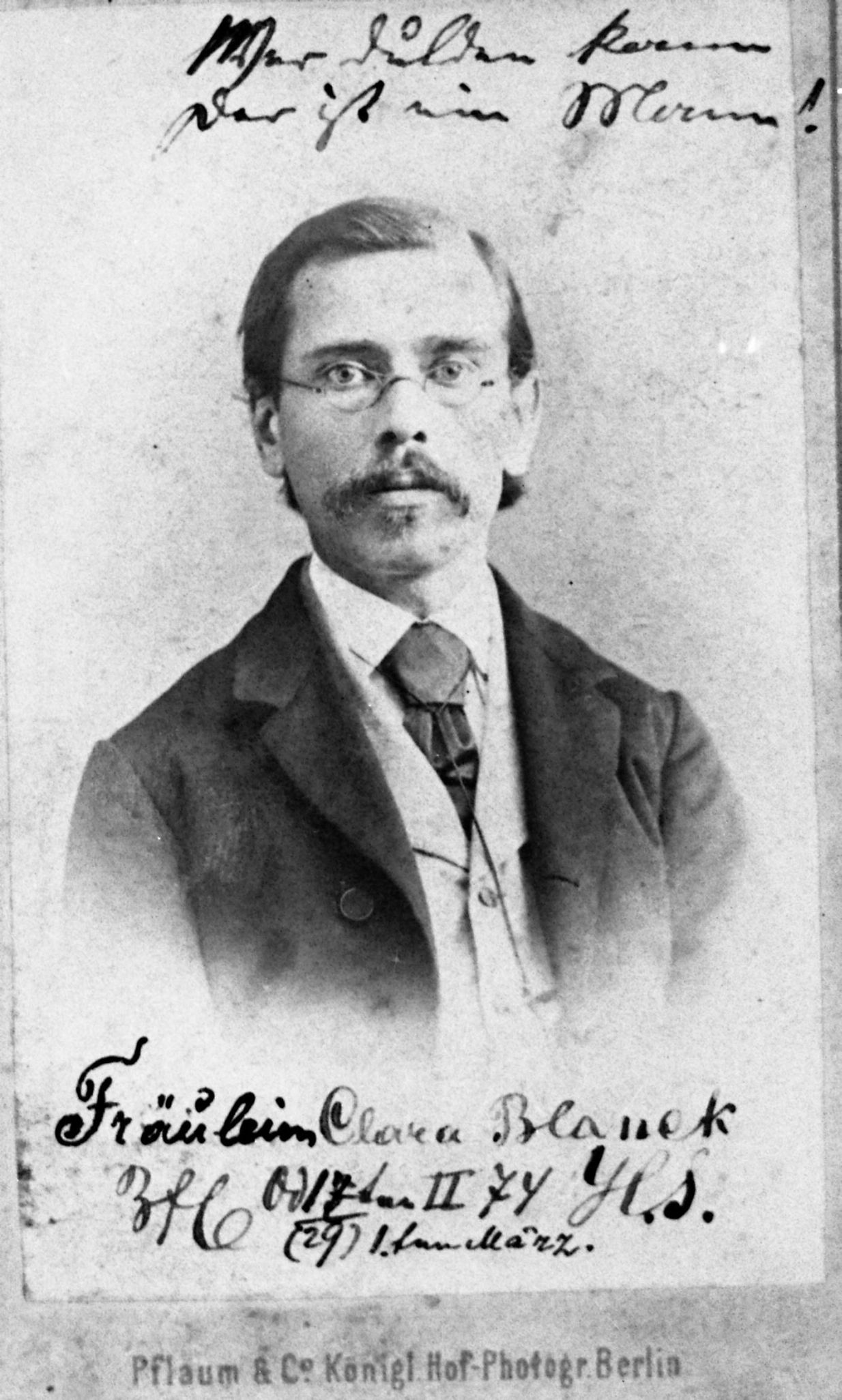
تصویری از هرمان شاپیرا در جوانی

شاپیرا تحصیلات مقدماتی را در زادگاهش انجام داد و سپس برای ادامه تحصیل به برلین رفت. او که پیشه اش بازرگانی بود در سن ۳۷ سالگی به آموختن ریاضیات پرداخت و سرانجام درجه دکتری را با سرپرستی لاتساروس فوکس و با رساله ای به نام «کو-تابعهای خطی همگن» به دست آورد. وی سپس در دانشگاه هایدلبرگ به درجه استادی رسید. شاپیرا در نخستین کنگره جهانی صهیونیسم دو پیشنهاد را مطرح کرد:
نخستین پیشنهاد، اختصاص دادن مبلغی برای یهودیان جهت خرید زمین در فلسطین و دومین آن بنیان نهادن یک دانشگاه یهودی بود. این پیشنهادها نخست سالها پس از مرگ شاپیرا در پنجمین و سپس یازدهمین کنگره صهیونیسم مورد بررسی قرار گرفتند. شاپیرا همچنین تاثیر فراوانی بر صهیونیسم در آلمان گذاشت.